# Matilda Ekholm
Matilda Ekholm (Linköping, 15 giugno 1982) è una tennistavolista svedese, che ha rappresentato la Svezia ai Giochi olimpici di Rio de Janeiro 2016.